# Шуберт (Пенсільванія)
Шуберт (англ. Schubert) — переписна місцевість (CDP) в США, в окрузі Беркс штату Пенсільванія. Населення — 251 особа (2020).

## Географія
Шуберт розташований за координатами 40°29′56″ пн. ш. 76°13′9″ зх. д. / 40.49889° пн. ш. 76.21917° зх. д. (40.498971, -76.219176).  За даними Бюро перепису населення США в 2010 році переписна місцевість мала площу 1,58 км², з яких 1,58 км² — суходіл та 0,00 км² — водойми.

## Демографія
Згідно з переписом 2010 року, у переписній місцевості мешкало 249 осіб у 96 домогосподарствах у складі 70 родин. Густота населення становила 158 осіб/км².  Було 105 помешкань (66/км²).
Расовий склад населення:
| - 94,0 % — білих - 1,2 % — чорних або афроамериканців - 0,4 % — корінних американців - 0,4 % — азіатів - 2,8 % — осіб інших рас |

До двох чи більше рас належало 1,2 %. Частка іспаномовних становила 5,2 % від усіх жителів.
За віковим діапазоном населення розподілялося таким чином: 20,9 % — особи молодші 18 років, 67,9 % — особи у віці 18—64 років, 11,2 % — особи у віці 65 років та старші. Медіана віку мешканця становила 44,7 року. На 100 осіб жіночої статі у переписній місцевості припадало 96,1 чоловіків;  на 100 жінок у віці від 18 років та старших — 95,0 чоловіків також старших 18 років.
Цивільне працевлаштоване населення становило 73 особи. Основні галузі зайнятості: транспорт — 42,5 %, освіта, охорона здоров'я та соціальна допомога — 20,5 %, виробництво — 17,8 %.